# Meg Stuart
Pour les articles homonymes, voir Stuart.
Meg Stuart est une danseuse et chorégraphe américaine née en 1965 à La Nouvelle-Orléans.

## Biographie
Elle crée ses premières pièces à New York à la fin des années 1980 et connaît un premier succès international avec Disfigure Study (1991), pièce avec laquelle elle tourne en Europe, aux États-Unis, au Canada et en Australie. Viennent ensuite No longer Readymade (1993) et No One Is Watching (1995).
En 1994, Meg Stuart s'établit à Bruxelles où elle fonde sa compagnie Damaged Goods et reçoit son premier soutien financier de la Communauté flamande de Belgique. À la même époque, elle entame une série de collaborations avec des plasticiens. Au musée d'Art contemporain de Gand, elle monte une installation de danse, This Is the Show and the Show Is Many Things (1994).
Elle collabore ensuite avec Lawrence Malstaf pour Insert Skin # 1 - They Live in Our Breath (1996), ainsi qu'avec le graphiste Bruce Mau pour Remote, une chorégraphie destinée au White Oak Dance Project de Mikhaïl Barychnikov (1997). Une version abrégée de Splayed Mind Out, avec le vidéaste Gary Hill, est créée lors de la documenta X à Cassel en 1997. Pour Appetite (1998) elle collabore avec l'artiste américaine Ann Hamilton. En 1999, Meg Stuart compose des chorégraphies pour les spectacles Comeback et Snap Shots, du metteur en scène allemand Stefan Pucher.
Avec Christine de Smedt et David Hernandez, elle initie Crash Landing, un projet d'improvisation pour danseurs, musiciens, vidéastes, bruiteurs et créateurs.
En 2000, elle a été artiste en résidence au Kaaitheater à Bruxelles et est actuellement artiste associée à la Volksbühne de Berlin. En 2008, elle reçoit un Bessie Award à New York pour l'ensemble de sa carrière.

## Chorégraphies
- 1991 : Disfigure Study
- 1993 : No Longer Readymade
- 1994 : Swallow My Yellow Smile
- 1995 : No One Is Watching
- 1997 : Spayed Mind Out avec Gary Hill
- 1997 : Remote pour Mikhail Baryshnikov
- 1998 : Appetite
- 1999 : Crash Landing Performance
- 2001 : Alibi
- 2003 : Visitors Only
- 2004 : Forgeries, Love and Other Matters avec Benoît Lachambre et Hahn Rowe
- 2006 : Replacement
- 2006 : It's Not Funny avec Boris Charmatz
- 2007 : Blessed écrit avec Francisco Camacho et inspiré de l'Ouragan Katrina et de ses conséquences.
- 2008 : Maybe Forever écrit avec Philipp Gehmacher
- 2009 : Do Animals Cry

## Prix et distinctions
- 2008 : Prix du meilleur spectacle étranger du Syndicat de la critique pour Blessed[1]